# Nhàn trắng
Nhàn trắng (danh pháp hai phần: Gygis alba) là một loài chim biển nhỏ thuộc họ Nhàn, sinh sống ở khắp các vùng nhiệt đới thuộc các đại dương trên thế giới.

## Phân loài
Nhàn trắng có 3-4 phân loài: G. a. alba, G. a. leucopes, G. a. candida (nhàn trắng Thái Bình Dương); ngoài ra loài nhàn trắng nhỏ (G. microrhyncha) cũng thường được xếp là phân loài của nhàn trắng.

## Mô tả
Nhàn trắng là loài chim nhỏ, lông toàn màu trắng với mỏ dài màu đen, gốc mỏ xanh, mắt nâu và một vòng lông đen hẹp ở xung quanh mắt, chân vàng.
Loài chim này phân bố rộng rãi khắp Thái Bình Dương, Ấn Độ Dương và còn làm tổ ở một số đảo thuộc Đại Tây Dương. Chim nhàn trắng làm tổ trên các đảo san hô, thường là trên các cành cây mảnh hoặc có khi là trên các rìa đá và cấu trúc nhân tạo. Thức ăn của loài này là những con cá nhỏ mà chúng bắt được khi lao xuống nước tìm mồi.

## Tập tính
Loài này nổi tiếng vì thói quen đẻ trứng ở những chạc cây trên các cành mảnh và trơ trụi thay vì đẻ vào tổ, khác hẳn với các loài nhàn khác (thường đẻ trứng trên mặt đất). Lý do có thể là để giảm bớt các loài chim ký sinh khác (loại chim chuyên đẻ trứng vào tổ của chim khác). Dù có lợi ích là vậy nhưng không phải là không có tai hại, nhất là khi những cơn gió lớn có thể hất trứng và chim non xuống. Vì lý do này mà nhàn trắng cũng tìm cách thích nghi; chim non mới nở đã có đôi chân phát triển đầy đủ để có thể bám vào cái tổ cheo leo của mình.
Loài chim này sống thọ; người ta từng ghi nhận tuổi đời của chúng là mười bảy năm.

## Hình ảnh

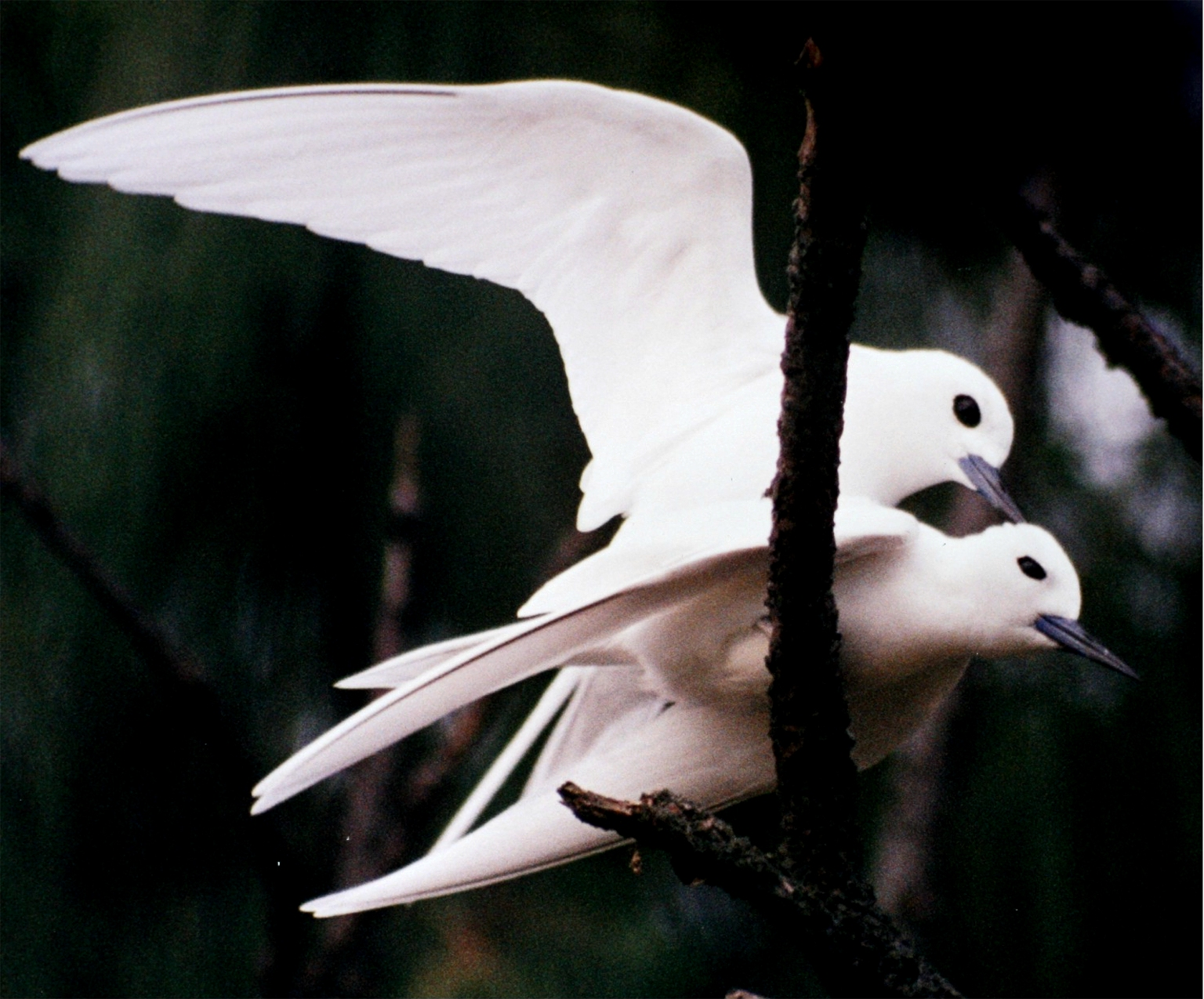
Hai con nhàn trắng đang giao phối tại rạn san hô vòng Midway
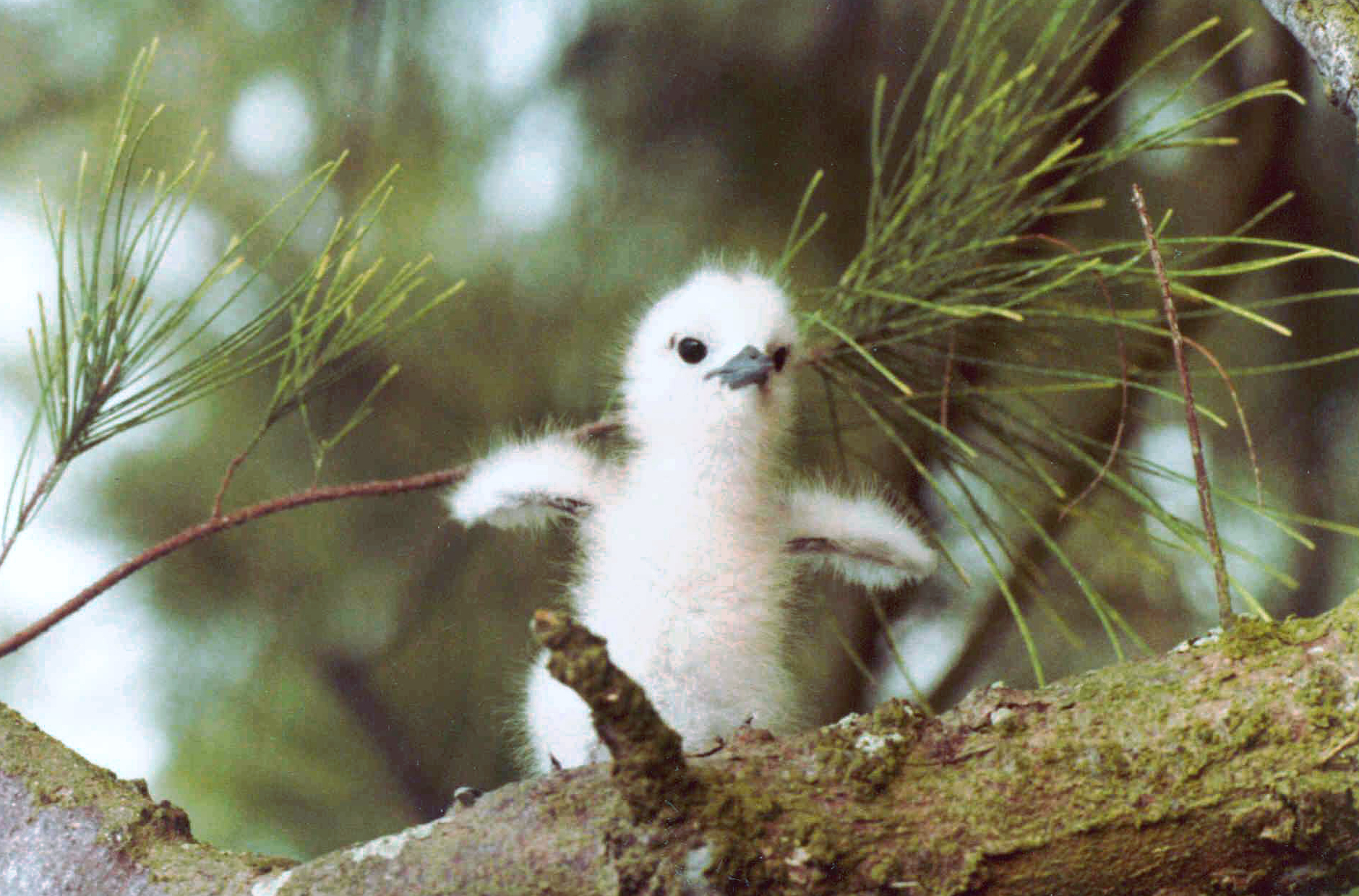
Chim nhàn trắng non ở rạn san hô vòng Midway
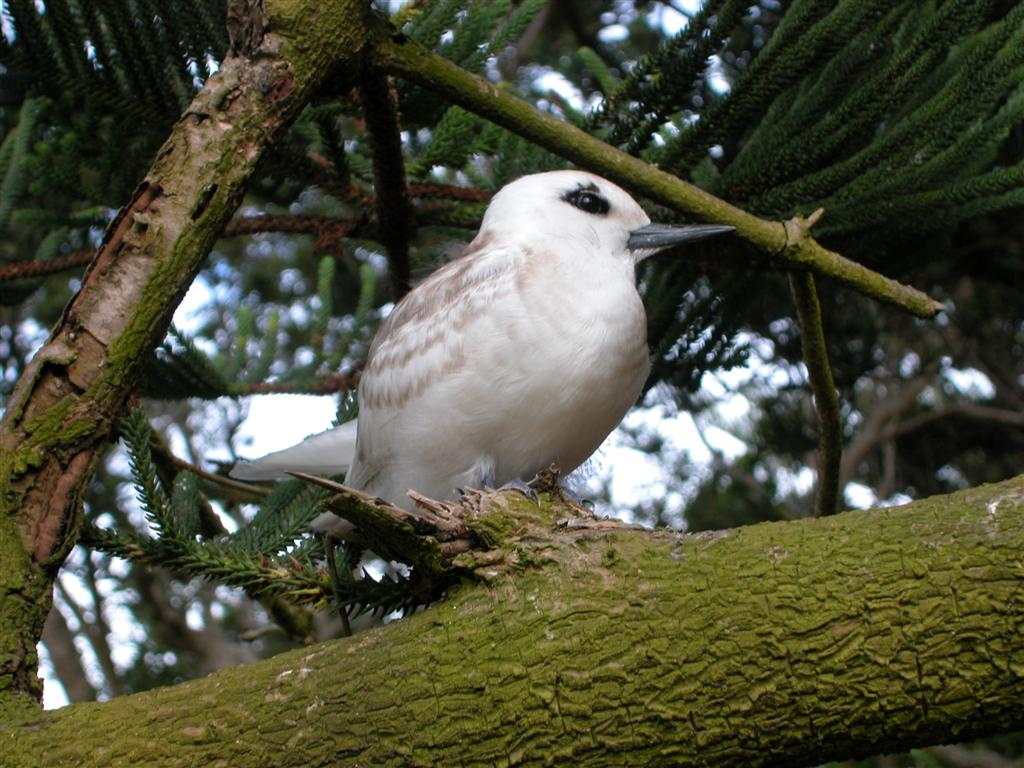
Chim non
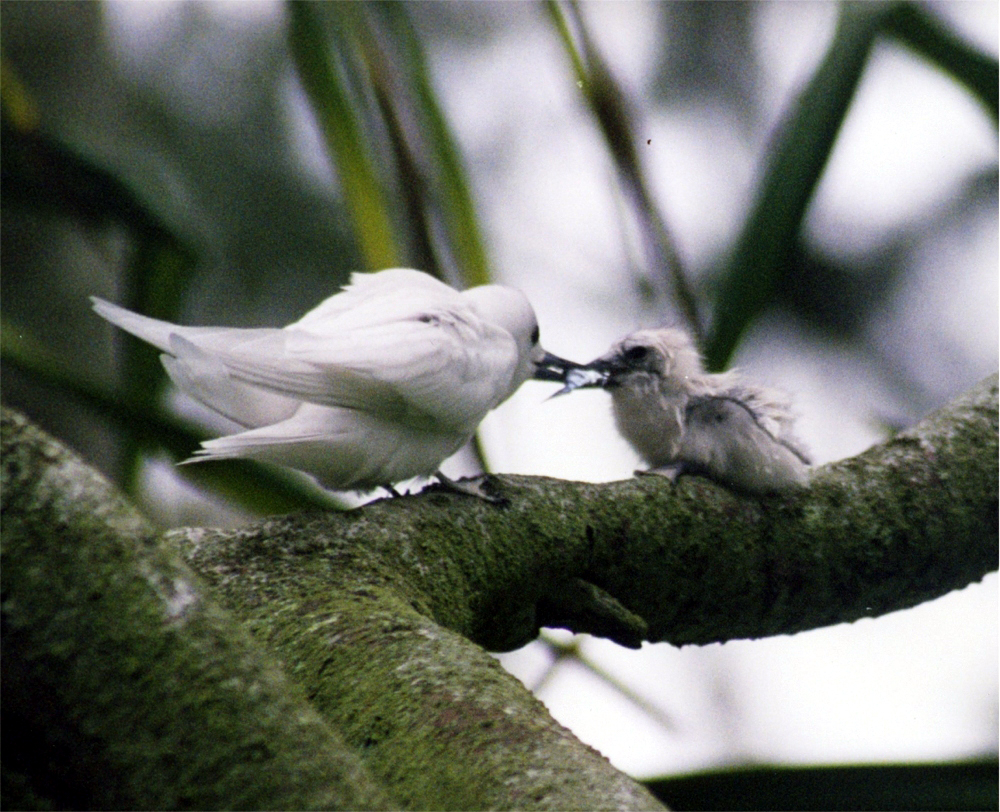
Nhàn trắng đang mớm mồi cho chim non ở rạn vòng Midway
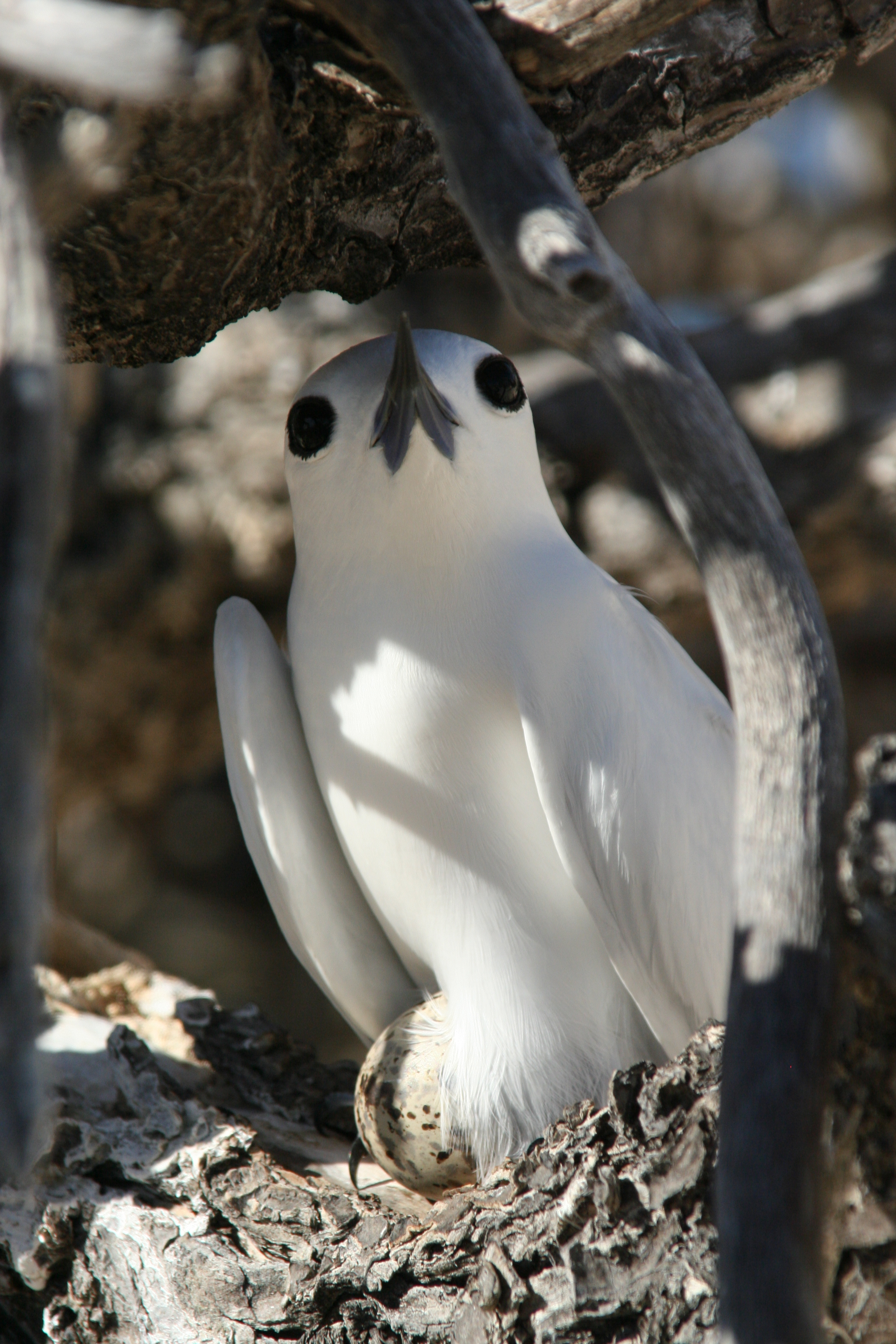
Nhàn trắng ấp trứng ngay trên chạc cây
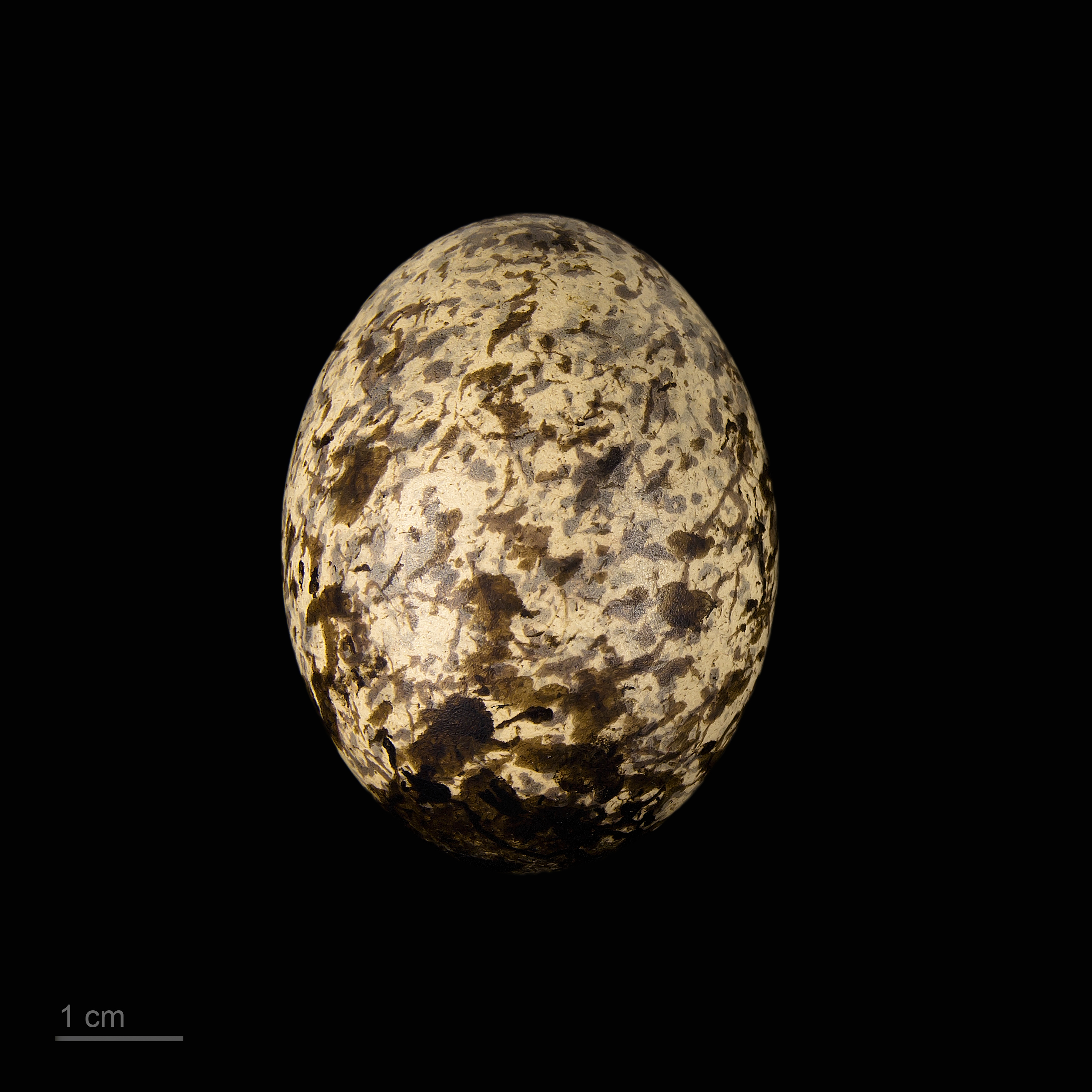
Museum specimen